# SS Utopia

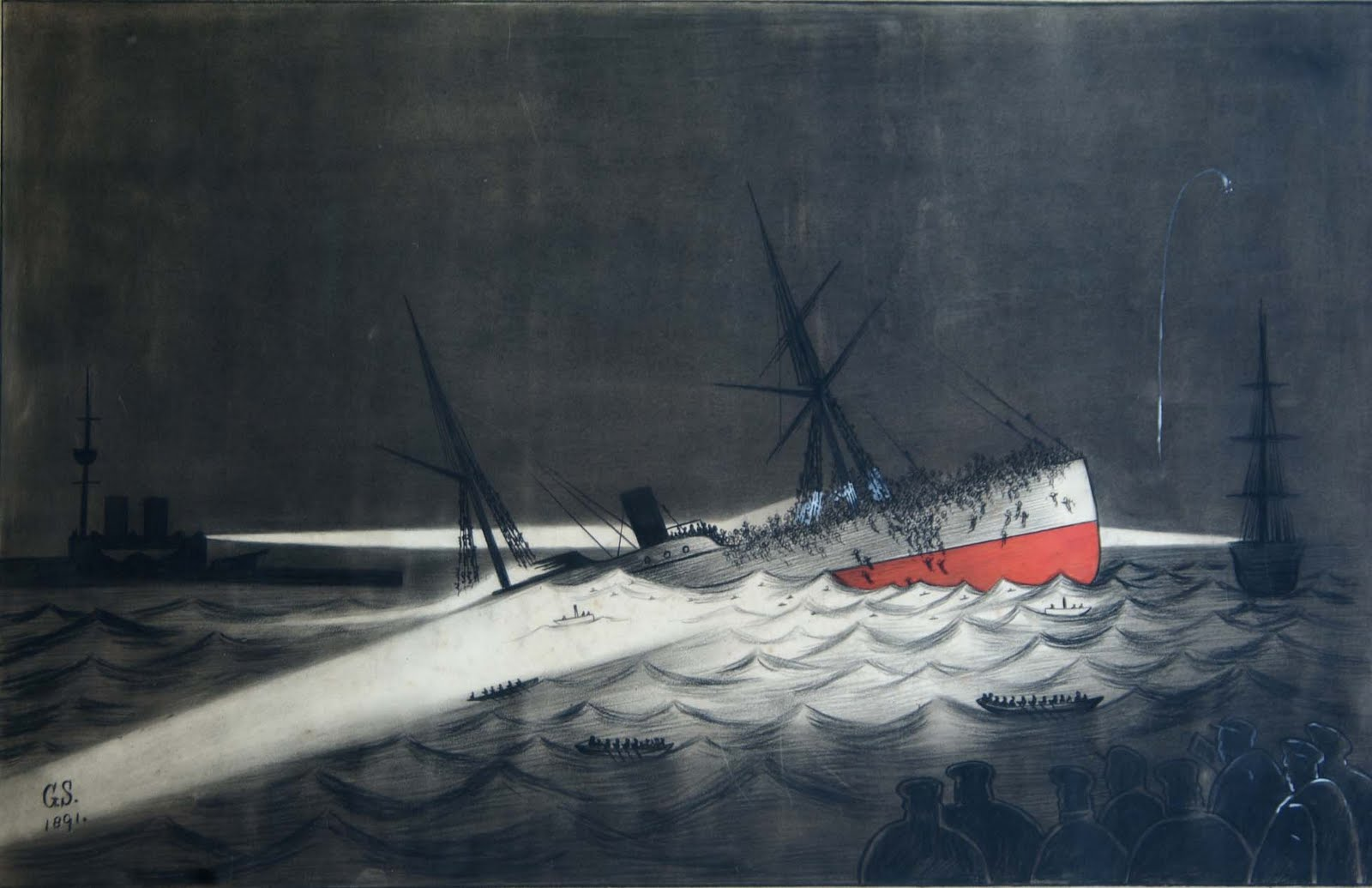
Naufrágio do SS Utopia.

SS Utopia foi um navio a vapor de passageiros construído em 1874 por Robert Duncan & Co. de Glasgow. Entre 1874 e 1882, o navio pertencente à Anchor Line operou nas linhas Glasgow - Nova York, Glasgow - Bombaim e Londres - Nova York. Após 1882, o Utopia passou a transportar imigrantes italianos para os Estados Unidos.
Em 17 de março de 1891, o Utopia colidiu acidentalmente com o vaso de guerra britânico HMS Anson ao entrar na Baía de Gibraltar e afundou em menos de vinte minutos. 562 dos seus 880 passageiros e tripulantes, além de dois resgatistas do HMS Immortalité morreram no acidente. O naufrágio do Utopia foi causado por um grave erro de julgamento de seu capitão, John MacKeague, que sobreviveu ao acidente.

## Antecedentes
O Utopia foi construído por Robert Duncan em Glasgow sob encomenda da Anchor Line. Foi projetado como vapor transatlântico, com capacidade para 120 passageiros na primeira classe, 60 na segunda classe e 600 na terceira classe. Lançado em 14 de fevereiro de 1874, o Utopia partiu para sua viagem inaugural para Nova York em 23 de maio do mesmo ano. Após doze viagens entre Glasgow e Nova York, o Utopia foi transferido para a rota Glasgow-Bombaim. Em abril de 1876, a Anchor Line transferiu novamente o navio, que passou a servir na linha Londres-Nova York.
Em 1882, o Utopia foi transferido mais uma vez, agora para o Mediterrâneo, onde passou a transportar regularmente imigrantes italianos para os Estados Unidos. Entre 1890 e 1891, esteve fora de serviço, sendo reformado e recebendo um novo motor a vapor. Para maximizar seus lucros na rota italiana, o Utopia foi reorganizado: a primeira classe foi reduzida a apenas 45 acomodações, a segunda classe foi completamente extinta, ampliando a capacidade da terceira classe para 900 imigrantes.

## Naufrágio

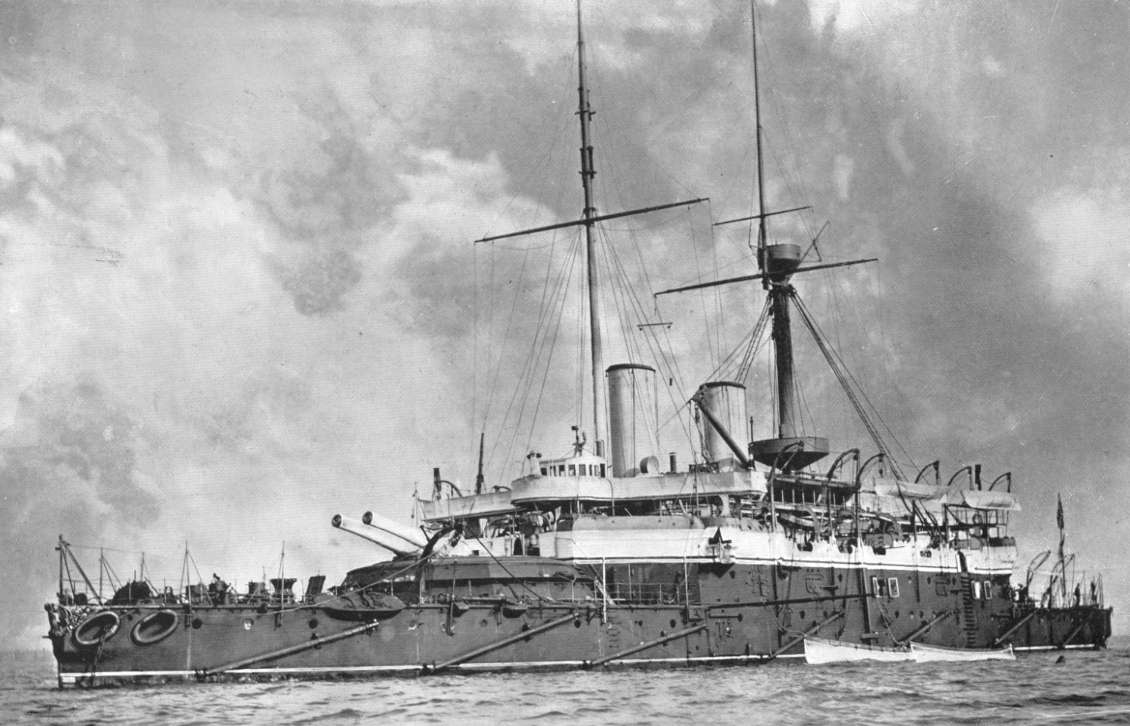
HMS Anson (1886).

Em 25 de fevereiro de 1891, o Utopia zarpou de Trieste com destino a Nova York, com escalas  previstas em Nápoles, Gênova e Gibraltar. O navio levava um total de 880 pessoas a bordo: 59 tripulantes, três passageiros na primeira classe, 815 imigrantes e três intérpretes italianos. Havia 85 mulheres e 67 crianças. De acordo com o depoimento prestado pelo capitão John McKeague, o Utopia normalmente carregava sete botes salva-vidas que poderiam acomodar até 460 pessoas em clima moderado, mas na noite da catástrofe um desses botes desapareceu.
O Utopia alcançou Gibraltar no fim da tarde de 17 de março. O capitão John McKeague dirigiu o navio até seu usual ponto de ancoragem no fundo do porto, mas percebeu que ele já estava ocupado por dois vasos de guerra, HMS Anson e HMS Rodney. McKeague lembrou mais tarde que havia sido temporariamente ofuscado pelo farol de busca do Anson. Quando o capitão recobrou sua visão, ele "subitamente descobriu que o fundo do porto estava repleto de navios". Ainda de acordo com seu depoimento, McKeague pensou que o Anson estaria "mais distante do que realmente estava" e tentou esterçar o Utopia à frente da proa do Anson. Repentinamente, um "forte vento combinado com a corrente lançou a nau de encontro à proa do Anson, e em instantes seu casco havia sido danificado e cortado pelo bulbo do couraçado." Segundo o terceiro-imediato, Francis Wadsworth, o impacto ocorreu às 18:36. O bulbo do Anson abriu um buraco de cinco metros de extensão sob a linha d'água do Utopia, que fez água rapidamente.
A princípio, McKeague pensou em atracar o navio, mas o Utopia perdeu potência quase imediatamente, pois seus engenheiros desativaram seus motores para impedir uma explosão de vapor. McKeague ordenou então a descida dos botes e decidiu abandonar o navio, mas o Utopia adernou subitamente, danificando e afundando os botes. Os sobreviventes prenderam-se a estibordo do Utopia, enquanto centenas continuavam presos nos deques inferiores. Vinte minutos após o impacto, o navio afundou à profundidade de 17 metros. Seus mastros, que continuaram acima do nível do mar, tornaram-se o último refúgio para os sobreviventes.

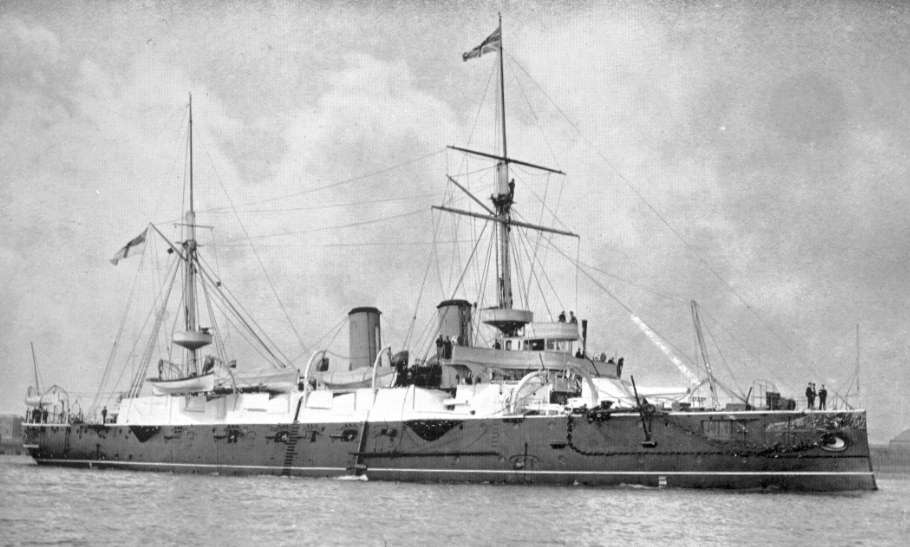
HMS Immortalité um dos navios que prestaram assistência aos náufragos.

Logo após o choque, o Anson, o vaso de guerra sueco Freya e outros navios nas proximidades mandaram equipes de resgate ao local do acidente, mas o tempo ruim e uma forte corrente impediam a aproximação do navio naufragado: "resgatistas, cegados pelo vento e pela chuva, nada viam além de uma massa confusa de seres humanos, lutando entre si e agarrados à carcaça." Dois marinheiros do HMS Immortalité, James Cotton e George Hales morreram afogados quando o bote em que estavam foi lançado contra as rochas. As operações de busca e resgate continuaram até as 23h. Dos 880 que estavam a bordo do Utopia, houve 318 sobreviventes: 290 imigrantes, dois passageiros da primeira classe, 23 tripulantes e os três intérpretes italianos. 

## Consequências
Cotton e Hales foram enterrados com honras militares em 19 de março. O primeiro grupo de vítimas do Utopia, 28 adultos e três crianças, foi enterrado em uma vala comum em Gibraltar no dia seguinte. Mergulhadores enviados para examinar os destroços relataram que o interior do Utopia "estava repleto de corpos ... que tornaram-se quase uma massa sólida" e que "os corpos de muitos dos afogados foram encontrados agarrados tão firmemente uns aos outros que era difícil separá-los". Centenas ficaram presos nas barreiras que separavam a terceira classe do navio afundado.
A comissão de inquérito reuniu-se em 23 de março de 1891, sob a presidência de Charles Cavendish Boyle, capitão do Porto de Gilbraltar. McKeague foi condenado por graves erros de julgamento: "primeiramente, por tentar entrar no ancoradouro sem previamente certificar-se de quais naves lá estavam" e "segundo, por tentar manobrar seu navio diante da proa do HMS Anson". O capitão McKeague foi preso — e solto no mesmo dia após pagar uma fiança de 480 libras.
Após o acidente, a autoridade portuária de Gilbraltar obrigou a Anchor Line a iluminar os restos do Utopia. A precaução, porém, não preveniu outro incidente. Ao entrar no porto, o SS Primula colidiu com o que sobrara do Utopia. Em depoimento, a tripulação do Primula disse ter visto as luzes, mas não o navio. Eles reconheceram os mastros que estavam fora da água apenas quando a colisão já era inevitável. 
O Utopia só foi retirado do mar em julho de 1892 e foi levado de volta à Escócia. Entretanto, a Anchor Line desistiu de restaurar o Utopia e abandonou-o no Rio Clyde, onde o Utopia permaneceu até ser desmontado e vendido como ferro-velho em 1900.